# کاروانسرا

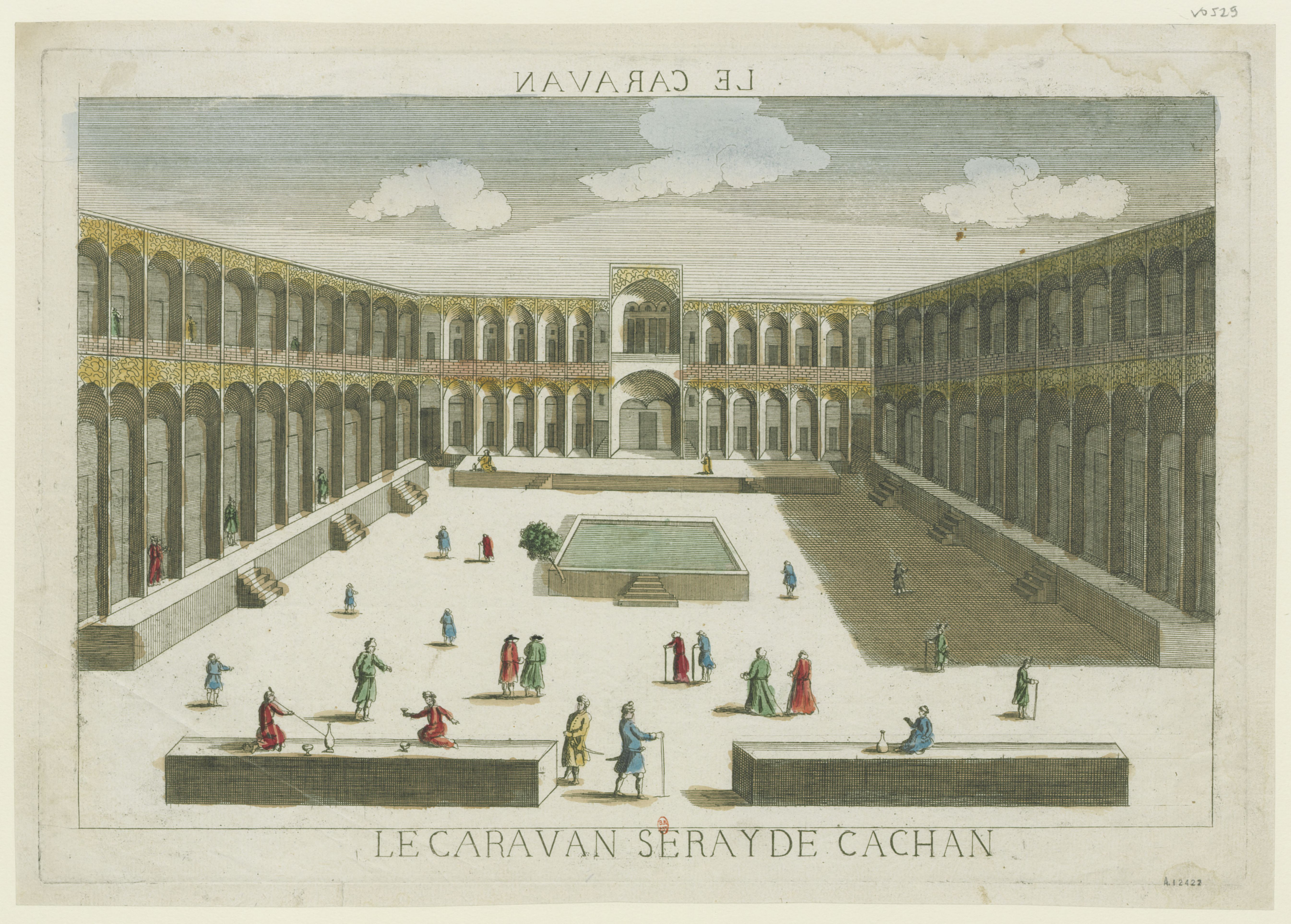
طرحی از یک کاروانسرا در کاشان، ۱۷۵۰ م.

کاروانسرا، در خاورمیانه به مسافرخانه‌ها یا مهمان‌خانه‌هایی که در فضای بزرگ برای راحتی کاروان‌ها هستند گفته می‌شود. اغلب در این نوع مهمان‌خانه‌ها که حیاطی بزرگ دارند، مسافران برای شب توقف می‌کنند. به کاروانسرای بزرگ، تیم می‌گویند. «تیم» یا «کاروانسرای بزرگ» بزرگ‌ترین نوع ساختمان‌های ایرانی است.
در یک تعریف ساده، کاروانسرا به ساختمانی اشاره دارد که کاروان را در خود جای می‌دهد و نقشه آن معمولاً مربع یا مستطیل شکل است، با یک ورودی برجسته بزرگ و بلند، معمولاً ساده و بدون نقش، با دیوارهایی که گاهی بادگیرهایی در انتهای آن جایگزاری شده‌است. یک دالان با طاق قوسی که مابین ورودی و حیاط داخلی قرار گرفته‌است، فضای کافی را برای جا دادن حیوانات بارکش فراهم ساخته‌است. بر روی سکوی برآمده‌ای که در پیرامون این حیاط قرار گرفته‌است، طاقگان‌هایی واقع شده‌اند که نمای داخلی را مفصل بندی می‌کنند. در پشت آنها حجره‌های کوچکی برای منزل دادن مسافران ساخته شده‌است. در کاروانسراهای دو طبقه، از حجره‌های پایینی برای انبار کردن کالاها و از حجره‌های بالایی برای منزل دادن مسافران استفاده می‌شد.
پررونق‌ترین دوره احداث و مرمت کاروانسراها را می‌توان دوره صفویه دانست. در این دوران بود که شاه عباس یکم با توجه به تدبیر خود، تصمیم به بازسازی و احیای جاده ابریشم نمود و یکی از الزامات این کار را احیای کاروانسراها می‌دانست. پژوهشگران همین موضوع را یکی از سبب های زبانزد شدن بیشتر کاروانسراها به کاروانسرای شاه عباسی می‌دانند. هر چند ممکن است چندی از کاروانسراهای بازسازی شده کاروانسراهای پیش از صفویه باشد. از جمله کاروانسراهایی که در دوره صفویه ایجاد شده، کاروانسرای شاه عباسی کرج است که این کاروانسرا در زمان شاه سلیمان صفوی و بین سالهای ۱۰۷۸ تا ۱۱۰۹ برپا گردیده‌است.

## پیرامون واژه
از گذشته و تا امروز در برخی از زبان های ایرانی واژه کار به چم جنگ بوده است. واژهٔ کاروانسرا، ترکیبیست از «کاروان» (کاربان) به چم گروهی جنگجو، یا مسافر که گروهی سفر می‌کنند، و «سرای» به معنی خانه و مکان. هر دو واژه برگرفته از زبان پهلوی است. کاروان امروزه یک کلمه بین‌المللی است و در بیشتر زبانها وجود دارد در عربی قیروان و کراوان هم گفته می‌شود.
از واژه‌های دیگری که هم‌سنگ با کاروانسرا هستند می‌توان به کاروانخانه و کاروانگاه اشاره کرد. کاروانسرا را در اصطلاح سرا، تیمچه، پاساژ، رباط، ساباط و خان نیز می‌گفتند اگرچه از نظر ویژگی‌های معماری برخی با کاروانسر ناهم‌گون هستند. ناصر خسرو به هنگام مسافرت از نائین به طبس می‌نویسد: «ما به رباط زبیده رسیدیم که دارای آب انبار بود. بدون این کاروانسرا و آب هیچ‌کدام قادر به گذشتن از بیابان نبودیم».

### رباط
رباط سازه‌ای در کنار راه جهت استراحت و سکنی و منزلگاه قافله و کاروان بوده که دارای شماری اتاق و طویله و جز آن است. در واقع کاروانسرایی را که بیشتر برای نگهداری اسب و چهارپایان استفاده می‌شده‌است را رباط می‌گفتند، ولی «کاروانسرا» بیشتر به طبقه اعیان و حکومتی تعلق داشته‌است. به‌نظر می‌رسد کلمه رباط نیز واژه‌ای فارسی باشد و نه عربی. ممکن است رباط عرب شده «ره بان» یا «ره پات» باشد. راه بان یا ره پات همچم خانه راه است. «آذر پات» و «آذرپاتگان» هم از این ریشه بوده‌است. چنانچه کلمات عربی «رهبان ربان» و «رهنامج» نیز از راه فارسی گرفته شده‌است. در عربی محلی کلمه کاریان به معنی خانه‌های سرراهی و موقتی نیز از کاروان گرفته شده‌است.

### ساباط
علاوه بر رباط و کاروانسرا، نوع سومی نیز وجود داشته که به آن «ساباط» می‌گفتند. ساباط در اصل سایبان یا سایه باد بوده؛ یعنی سایه بانی در مسیر باد. ساباط در مسیر راه‌ها برای استراحت چند ساعته و کوتاه مدت و بیشتر برای استراحت در روز ساخته می‌شده و فقط طاق یا ایوانی بدون در و پناهگاه بود. بعضی از ساباط‌ها دارای آب‌انبار نیز بوده‌اند و بعضی دیگر فاقد آب انبار و فقط سایه بان بوده‌اند.

### تیم
به کاروانسرای بزرگ، تیم می‌گویند. «تیم» یا «کاروانسرای بزرگ» بزرگ‌ترین نوع ساختمان‌های ایرانی است. تیمچه نیز از واژه‌های هم‌پیوند با موضوع کاروانسرا است.

## تاریخچه

### دوران باستان؛ هخامنشیان و ساسانیان

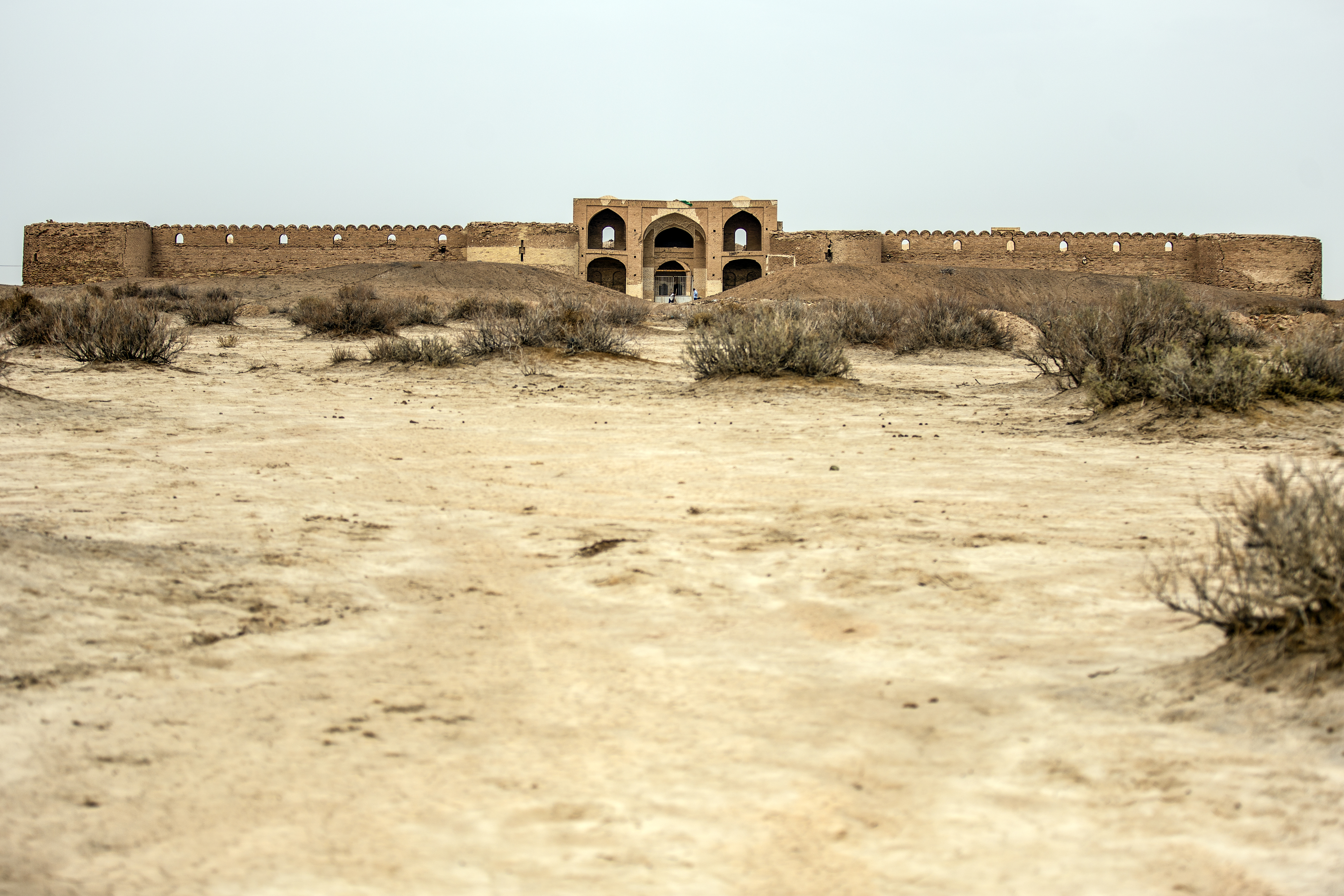
کاروانسرای دیر گچین استان قم با قدمتی ساسانی واقع در آزادراه قم به گرمسار

نیاز انسان به سرپناه و مأمن در سراگاه بلکه در سفر هم از روزگار باستان مورد توجه بوده‌است. در ایران زمین، در گذشته بسیار دور آثار و مظاهری از این‌گونه بناها و استراحتگاه‌های بین راه دیده می‌شود که بسیاری از آنها را می‌توان از نظر شیوه ساختمانی از شاهکارهای معماری و هنری عصر خود به حساب آورد.
هردوت تاریخ‌نگار یونانی از ساختمان‌هایی یاد می‌کند که به‌دست هخامنشیان میان شوش و سارد بنا شده بود. وی از یکصد و یازده بنای همسان با کاروانسرا (چاپارخانه) نام می‌برد که در فاصله‌ای حدوداً ۲۵۰۰ کیلومتری میان پایتخت هخامنشی و سارد ساخته شده بود که کاروانیان در طول سه ماه این فاصله را می‌پیموده‌اند.
در زمان ساسانیان اهمیت بسیاری به ساخت راه‌ها و همچنین امنیت جاده‌ها داده شد، از جمله کاروانسراهای این دوره می‌توان به کاروانسرای دروازه گچ، کنار سیاه در استان فارس، دیرگچین و رباط انوشیروانی در امتداد جاده ابریشم اشاره کرد.
احداث کاروانسرا در منطقه، سابقه‌ای بسیار طولانی داشته و ساخت آن در جاده‌های کاروانی به منظور استراحت و سرپناه، در ادوار مختلف به ویژه دوره اسلامی، از اهمیت خاصی برخوردار بوده‌است. نمونه‌های بسیار زیبا و جالب توجه از معماری این‌گونه بناها که در پهنهٔ سرزمین ایران از کرانه‌های رود ارس تا سواحل خلیج فارس به یادگار مانده، معرف ذوق هنری و مهارت معماران، بنایان و استادکارانی است که در دوره‌های تاریخی ناهمگون و با توجه به نیازهای گوناگون، باعلاقه فراوان در طریق تحول، تکامل، زیبائی و گسترش کاروانسراها کوشیده‌اند.

### دوران پسااسلام؛ آل بویه، سامانیان، و آل زیار

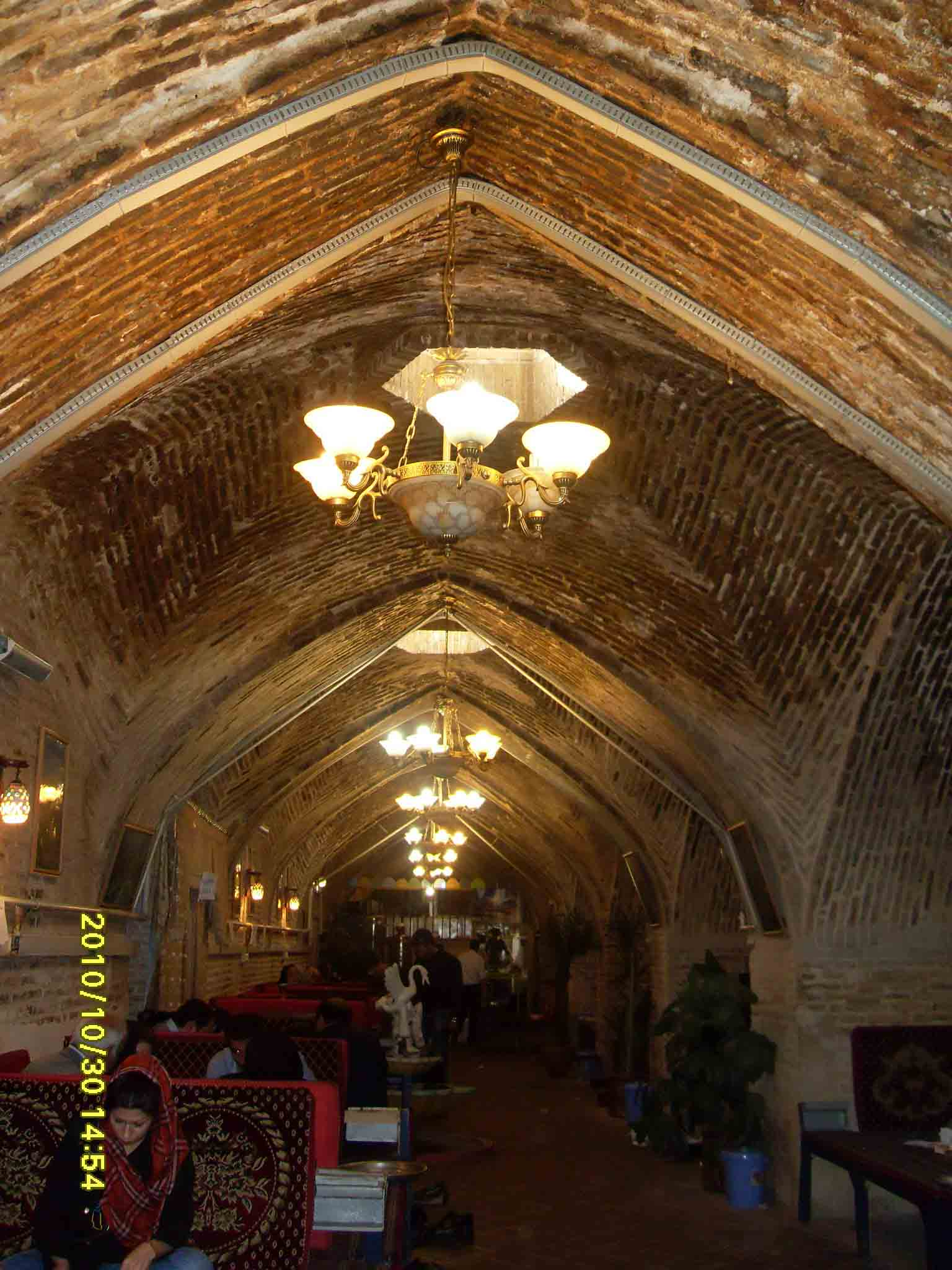
کاروانسرا سنگی در زنجان

در این دوره، معماری کاروانسراها از دیدگاه سبک و تنوع نقشه‌ها به اوج شکوفائی رسیدند و در مسیر شهرها و روستا، و معابر کوهستانی و نواحی کویری، کاروانسرا و رباطهای برون‌شهری و در مراکز اقتصادی و راسته بازارها، کاروانسرا و رباطهای برون‌شهری با ویژگیهای متفاوت کاربردی احداث شدند.
در آغاز به قدرت رسیدن اعراب، کشور رونق بازرگانی خود را از دست داد و راهسازی و ساختمان‌های وابسته به آن به دست فراموشی سپرده شد و رباط و کاروانسراها اعتبار پیشین خود را از دست دادند. سلسله‌هایی چون آل بویه، سامانیان و آل زیار بناهای کاروانسرایی عام‌المنفعهٔ متعدد بنا کردند. در زمان به قدرت رسیدن سلجوقیان راه‌های جدید پدید آمد و برای آسایش کاروانیان کاروانسراهایی ساخته شد.
شخصی به نام ابوالحسنی محمد ابن ماه بسیاری از این رباط‌ها را ساخته‌است. به‌خصوص در نواحی شرقی ایران. مسیر حرکت جادهٔ ابریشم که مهم‌ترین آنها «رباط چاهه» یا «رباط ماهی» خوانده می‌شد. رباط ماهی در ۶۶ کیلومتری شرق شهر مشهد واقع شده‌است و به صورت چهار ایوانی بنا گردیده و از مهم‌ترین یادگارهای دوره غزنوی می‌باشد.
از جمله زیباترین کاروانسراهای این دوره رباط شرف در جادهٔ مشهد سرخس با پلان چهار ایوانی و تزئینات بسیار زیبای آجرکاری و کاشیکاری و رباط کریم با پلان چهار ایوانی در جادهٔ شهریار است. همچنین رباط غرب در شهر بابک (جادهٔ شیراز- کرمان) که با سنگ و خشت ساخته شده‌است.
کاروانسرای رباط شرف یکی از بناهای کلیدی معماری اسلامی به‌شمار می‌رود و در معماری ایران نیز جایگاه ویژه‌ای دارد. رعایت دقیق و همه‌جانبهٔ تناسبات و اصول معماری ایرانی در طراحی، ساخت و به‌کارگیری طرح‌های آجر چینی متنوع و بدیع در نمای ایوان‌ها، تاق‌ها و تاقچه‌ها و گنبدها عناصر هستند که این کاروانسرای شاه را به یک عمارت قصرگونه شبیه می‌کنند.

### دوران نوین؛ صفویان
دوران صفویان عصر طلایی و دورهٔ شکوفایی ساخت کاروانسراها در ایران بوده‌است، و کاروانسراها مسکن و مأوایی امن برای سفرکنندگان و بازرگانان بوده‌اند.
بر پایهٔ نسخهٔ خطی‌ای که در کتابخانهٔ موزه بریتانیا موجود است (طومار شمارهٔ ۲۴۳۰)، نام حدود ۴۰ کاروانسرا که توسط شاه عباس بزرگ و جانشینان و بستگان او بنا شده‌اند یاد شده‌است. هر چند ممکن است چندی از کاروانسراهای بازسازی‌شده کاروانسراهای پیش از صفویه باشد.

## ثبت کاروانسراهای ایران در میراث جهانی یونسکو

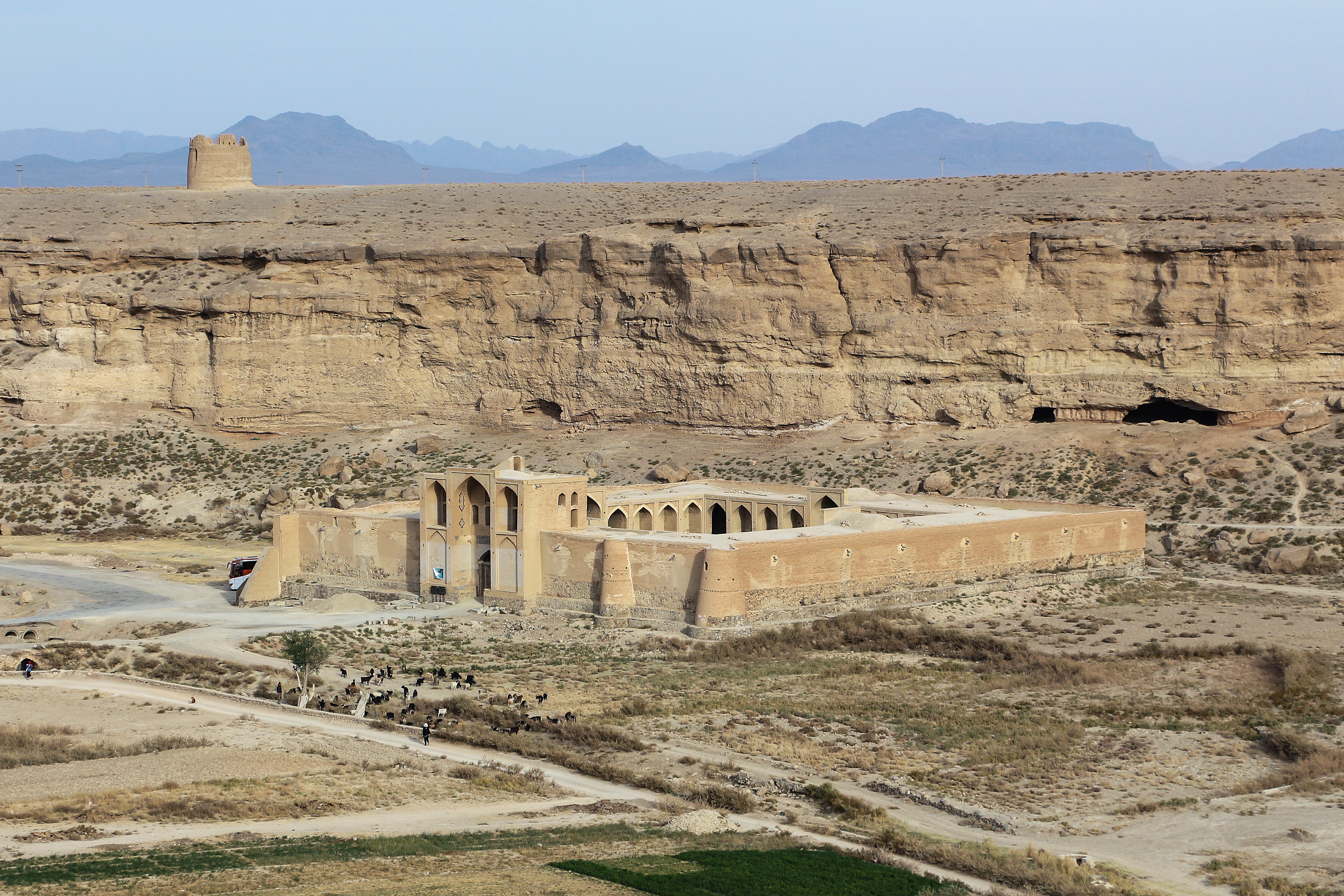
تصویر کاروانسرایی در ایزدخواست

در ۲۶ شهریور ۱۴۰۲ در جریان چهل و پنجمین اجلاس کمیته میراث جهانی یونسکو در ریاض، ۵۴ کاروانسرای تاریخی ایران تحت عنوان کاروانسراهای ایرانی در فهرست میراث جهانی قرار گرفتند. این مجموعه جهانی به عنوان بیست و هفتمین اثر جهانی کشور ایران شناخته می‌شود.
این ۵۴ کاروانسرا شامل: دیرگچین قم، پرند (قلعه سنگی) تهران، رباط شرف خراسان رضوی، سنگی انجیره یزد، جمال‌آباد آذربایجان شرقی، عباس‌آباد تایباد خراسان رضوی، فخر داوود خراسان رضوی، شیخعلی‌خان اصفهان، مرنجاب اصفهان، امین‌آباد اصفهان، گبرآباد کاشان، مهیار اصفهان، گز اصفهان، کوهپایه اصفهان، مزینان خراسان رضوی، ایزدخواست فارس، فخرآباد خراسان رضوی، سرایان خراسان جنوبی، قصر بهرام سمنان، آهوان سمنان، میامی سمنان، عباس‌آباد سمنان، میاندشت سمنان، زین‌الدین یزد، میبد یزد، فارس فرج فارس، خواجه‌نظر آذربایجان غربی، دهدشت کهگیلویه و بویراحمد، بیستون کرمانشاه، گنجعلی‌خان کرمان، گویجه بیل آذربایجان شرقی، خوی آذربایجان غربی، سنگی صائین، تی‌تی گیلان، باغ شیخ مرکزی، زعفرانیه خراسان رضوی، مهر خراسان رضوی، ینگه‌امام البرز، بستک هرمزگان، برازجان بوشهر، خرانق یزد، آجری انجیره یزد، افضل خوزستان، نیستانک اصفهان، چاه کوران کرمان، چمشک لرستان، رشتی یزد، تاج آباد همدان، ده محمد خراسان جنوبی، خان آذربایجان غربی، چهل پایه خراسان جنوبی، سعدالسلطنه قزوین و رباط قِلی خراسان شمالی است.

## دسته‌بندی کاروان‌سراها

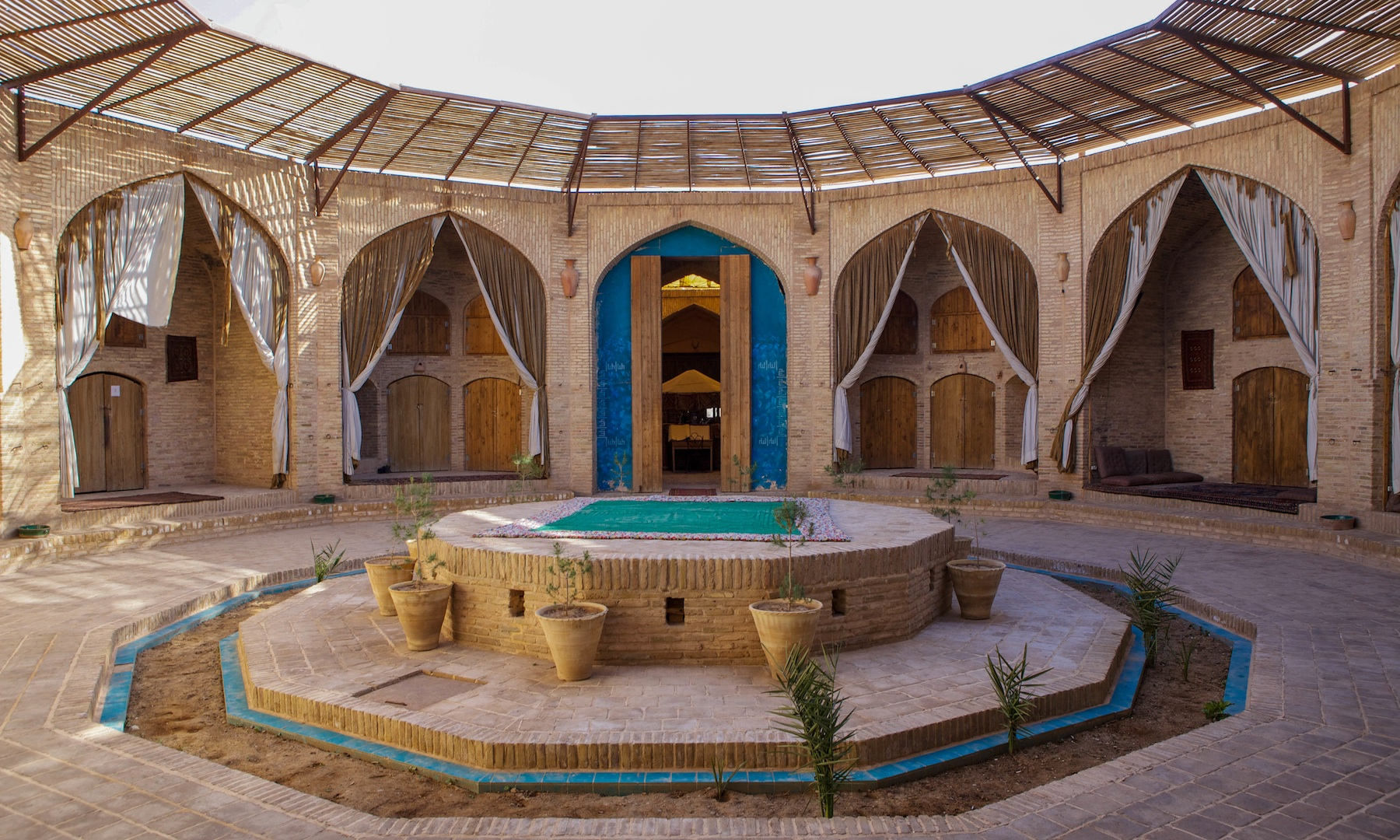
کاروانسرا (رباط) زین‌الدین در استان یزد

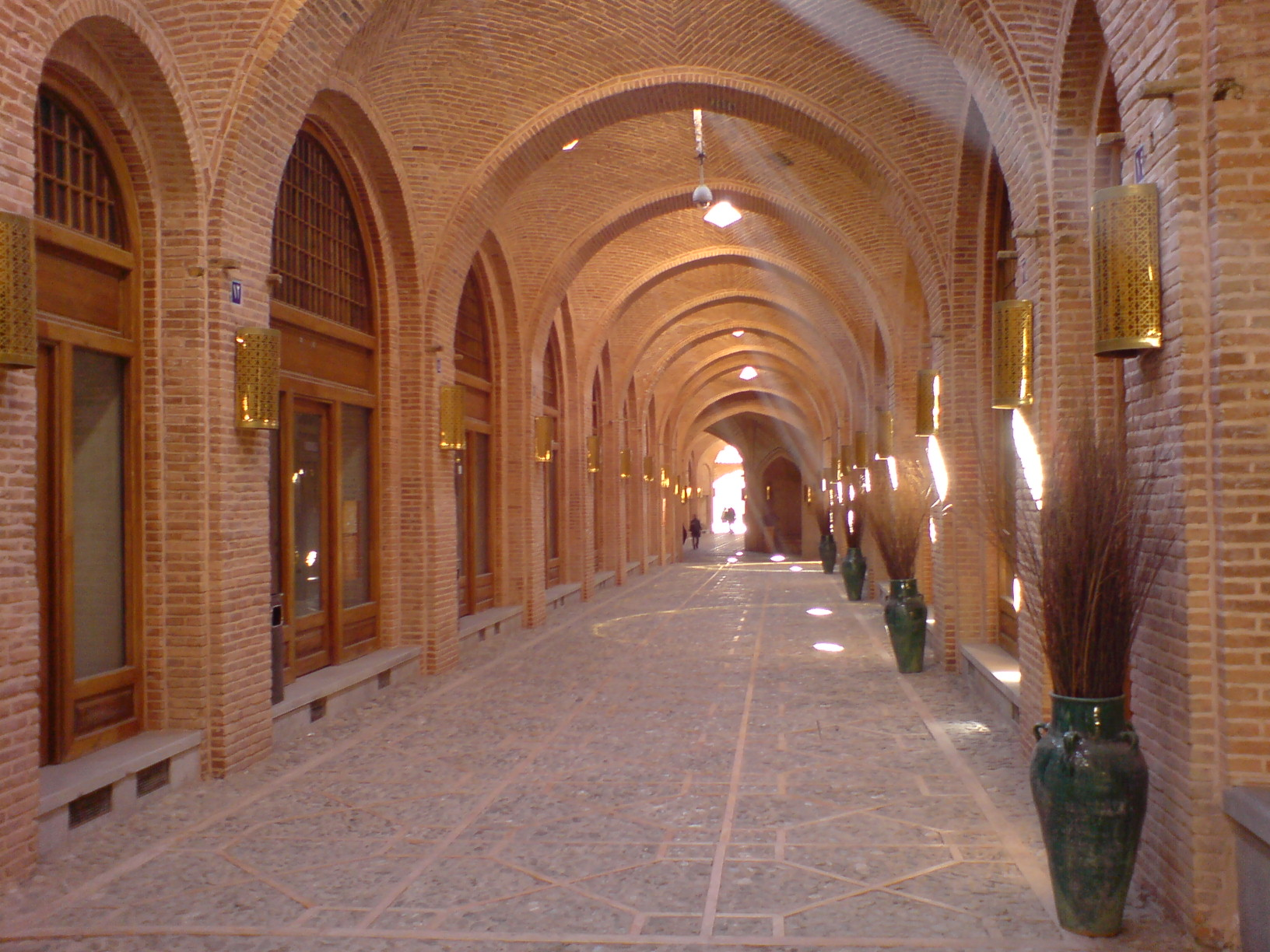
نمایی از سرای وزیر در کاروان‌سرای سعدالسلطنه در قزوین

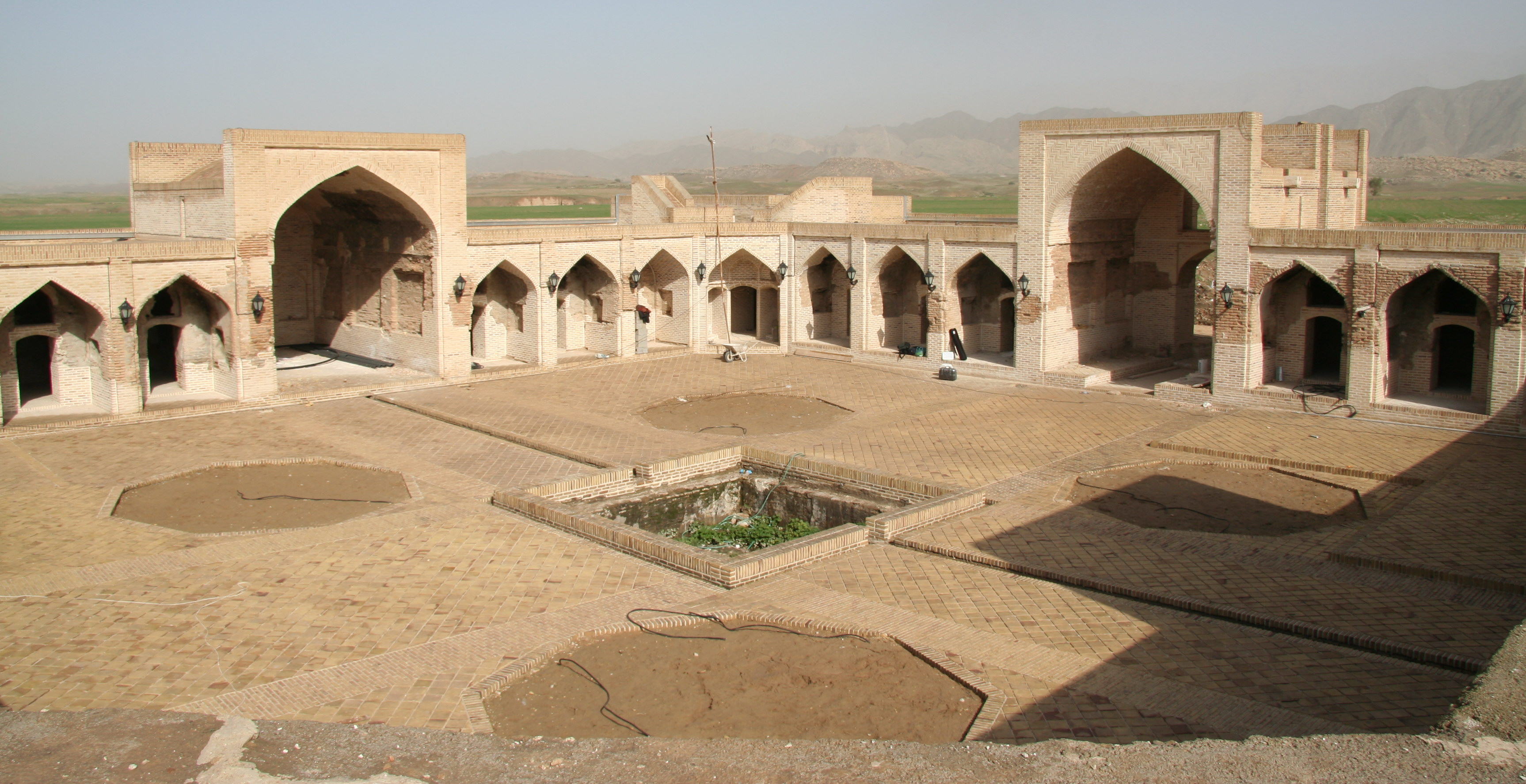
کاروانسرای برون‌شهری صفوی خیرآباد بهبهان

به‌طور کلی می‌توان کاروان‌سراها را به دو دستهٔ اصلی تقسیم کرد:
- کاروانسراهای درون‌شهری
- کاروانسراهای برون‌شهری

از آن جایی که اغلب کاروانسراهای باقی مانده در ایران متعلق به دوره صفوی و بعد از آن است، لازم است در تقسیم آن تمامی عوامل از وضع آب و هوایی تا شیوه معماری منطقه‌ای مورد بررسی قرار گیرد. در درجه اول کاروانسراهای ایران را می‌توان به گروه‌های زیر تقسیم‌بندی نمود:
- کاروانسراهای کاملاً پوشیده منطقه کوهستانی.
- کاروانسراهای کرانه‌های پست خلیج فارس.
- کاروانسراهای حیاط دار مناطق مرکزی ایران.

گروه آخر از نظر پلان به انواع مختلف تقسیم‌بندی می‌شوند.
- کاروانسراهای مدور: تعداد کمی از کاروانسراهای ایران با نقشه مدور بنیاد گردیده‌است. این کاروانسراها بسیار جالب توجه و از نظر معماری حائز اهمیت فراوان است.
- کاروانسراهای چند ضلعی حیاط دار: این گروه از کاروانسراها به شکل چند ضلعی (اغلب ۸ ضلعی) و همانند کاروانسراهای مدور بسیار زیبا بنا شده‌اند و زمان ساخت آنها دوره‌ای است که در معماری کاروانسراهای پیشرفت قابل ملاحظه‌ای به وجود آمده‌است. تعداد آنها مانند کاروانسراهای مدور کم می‌باشد. از نمونه‌های زیبای این گروه، کاروانسرای امین آباد، خان خوره، چهار آباده و ده بید جاده اصفهان - شیراز، بنارویه جاده جهرم - لار است که به فرم هشت ضلعی در دوره صفوی ساخته شده و نشان دهنده شیوه معماری اصفهانی است.
- کاروانسراهای دو ایوانی: همانند مدرسه‌ها و مسجدها و سایر بناهای مذهبی تعدادی از کاروانسراهای ایران را به شکل دو ایوانی به فرم مربع یا مستطیل ساخته‌اند. عموماً ایوانهای این کاروانسراها یکی در مدخل ورودی و دیگری رو به روی آن قرار دارد. از نمونه‌های باقیمانده این کاروانسراها می‌توان از کاروانسرای خوشاب، کاروانسرای دو کوهک، کاروانسرای مرنجاب نام برد.
- کاروانسراها با تالار ستون دار: تعدادی از کاروانسراهای ایران با تالار ستون دار بنا گردیده‌اند و از آنها عموماً برای اصطبل استفاده می‌شده‌است. نمونه‌ای از این کاروانسراها عبارت است از کاروانسرای عسگرآباد بین جاده تهران - قم و کاروانسرای خاتون آباد در ۲۵ کیلومتری تهران در جاده گرمسار - تهران.
- کاروانسراهای چهار ایوانی:در ادوار اسلامی از طرح چهار ایوانی برای بنیادهای مذهبی و غیر مذهبی، مانند مدرسه‌ها، مقبره‌ها، مسجدها، و کاروانسراها استفاده گردیده و تقریباً این طرح نقشه ثابتی برای احداث این‌گونه بناها شد، به‌خصوص از دوره سلجوقی به بعد کاروانسراهای بسیاری با طرح چهار ایوانی احداث گردید که آثار آن در تمامی ایران پراکنده‌است. برای نمونه می‌توان به کاروانسرای دیر گچین در نزدیکی قم اشاره کرد.
- کاروانسراها با طرح متفرقه: این گروه، کاروانسراهایی هستند که نقشه و معماری آن با آنچه که در گروه‌های ۱–۵ اجمالاً بررسی شد، شباهتی ندارند. کاروانسرای سبزوار و کاروانسرای شاه عباسی جلفا از این گروه هستند.

## ارزش هنری و نقش اجتماعی

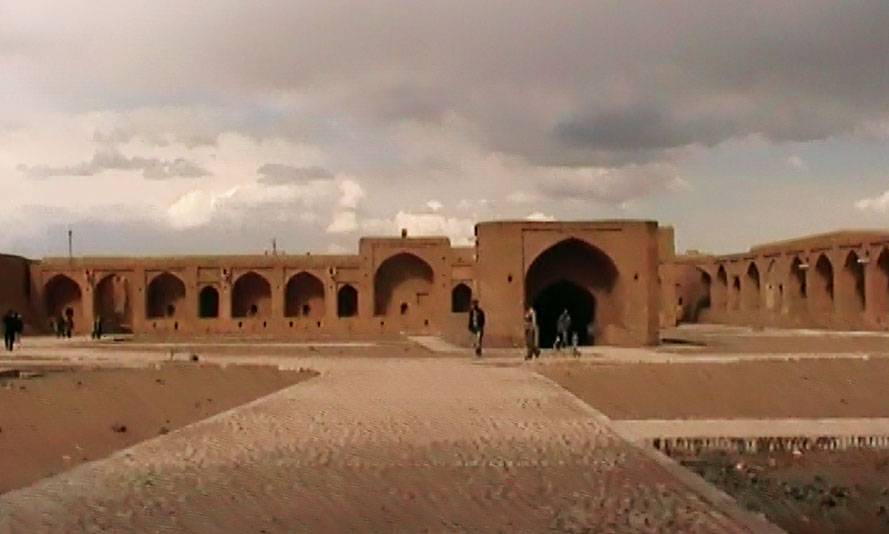
آب انبار موجود در کاروانسرا در راه سمنان -مشهد

بسیاری از محققان و صاحب نظران معماری، کاروانسراهای ایران را مهم‌ترین نشانه پیروزی و موفقیت معماری ایران به‌شمار آوردند و استادکاران ایرانی را در ایجاد این‌گونه بناها مبتکر و پیشقدم دانسته‌اند.
کاروانسراهای ایران، علاوه بر ارزش هنری، از دیدگاه مسائل اجتماعی نیز حایز اهمیت فراوانی بوده و شایسته مطالعه‌ای گسترده‌است.
طی قرون سپری شده، کاروانسراهای درون‌شهری و برون‌شهری که بارانداز و استراحتگاه کاروانها و کاروانیان اقصی نقاط معمور آن روزگاران به‌شمار می‌آمدند و محل تعاطی و تعامل اندیشه‌ها و تبادل و تقابل آداب و رسوم اقوام و ملل مختلف بودند، و بی تردید، این تماس و تلاقی انسان‌ها و اندیشه‌های گوناگون، تأثیری شگرف بر زندگی مردم این مرز و بوم کهنسال داشته‌است.
همزمان با صنعتی‌شدن و بهره‌مندی از وسایل نقلیه و ترابرهای موتوری، کاروانسراها رونق آغازین خود را از دست داده و در اثر خالی و متروکه ماندن، رو به ویرانی نهاده‌اند و شماری دیگر نیز تغییر کاربری داده و به پاساژ، پارکینگ، انبار و غیره دگرش یافته‌اند.

## کاروانسرا در ادبیات فارسی
در ادبیات فارسی، شعرا و بزرگان ادب، گاه جهان را به کاروانسرا و آدمیان را به کاروان تشبیه کرده‌اند. از جمله کاربردهای کاروانسرا یا دیگر معادل‌های آن در شعر فارسی می‌توان به موارد زیر اشاره کرد:
رودکی (۲۳۷–۳۱۹ خورشیدی)
| کاروان شهید رفت از پیش |  | وان ما رفته گیر و می اندیش |

فردوسی (۳۱۹–۴۰۴ خورشیدی)
| یکی کاروان‌خانه بود و سرای |  | کزان خانه بیرون نبودیش جای |

ناصر خسرو (۳۸۳–۴۶۷ خورشیدی)
| پل است این دهر و تو بر وی روانی |  | نسازد خانه بر پل کاروانی |

سعدی (~۵۸۸–۶۷۰ خورشیدی)
| چرا دل بر این کاروانگه نهیم |  | که یاران برفتند و ما در رهیم |

باز هم سعدی در جایی دیگر:
| دل ای سلیم بر این کاروانسرا مبند |  | که خانه ساختن آیین کاروانی نیست |

حافظ (~۷۰۶–۷۶۹ خورشیدی)
| کاروان رفت و تو در خواب و بیابان در پیش |  | وه که بس بی خبراز غلغل چندین جرسی |

ایرج میرزا (۱۲۵۳–۱۳۰۴ خورشیدی)
| بر سردر کاروانسرایی |  | تصویر زنی به گچ بریدند |

### کاروانسراها در شاهنامه
در شاهنامه حکیم ابوالقاسم فردوسی، منزل به معنای کاروانسرا آمده است. افراسیاب در نامه به کیخسرو چنین می نویسد :
| یکی منزل اندر بیابان نماند |  | به کشور، جز از دشت ویران نماند |

منظور از «منزل اندر بیابان» همان کاروانسرا است. منزل واژه ای عربی به معنی نزول کردن و فرود آمدن است مانند جمله کاروان در فلان جای فرود آمد (منزل نمود) که نمونه این جمله در ادبیات فارسی به وفور دیده می شود. برخی ابیات سروده شده در شاهنامه وجود کاروانسرا در دوران پیش از باستان را استباط می کنند.
در شاهنامه از واژه رباط هم سخن آمده :
| نبیند کسی پای من بر بساط |  | مگر در بیابان کنم صد رباط |

و یا بیتی از شاهنامه که در آن مستقیما به کاروانسرا (کاروانخانه) اشاره شده است :
| یکی کاروانخانه بود و سرای |  | کزان خانه بیرون نبودیش جای |

## نگارخانه

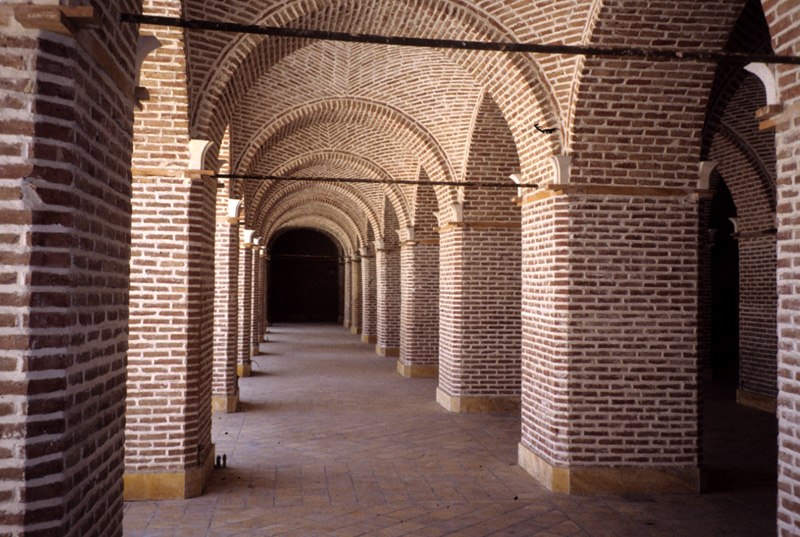
درون کاروان‌سرای سعدالسلطنه قزوین
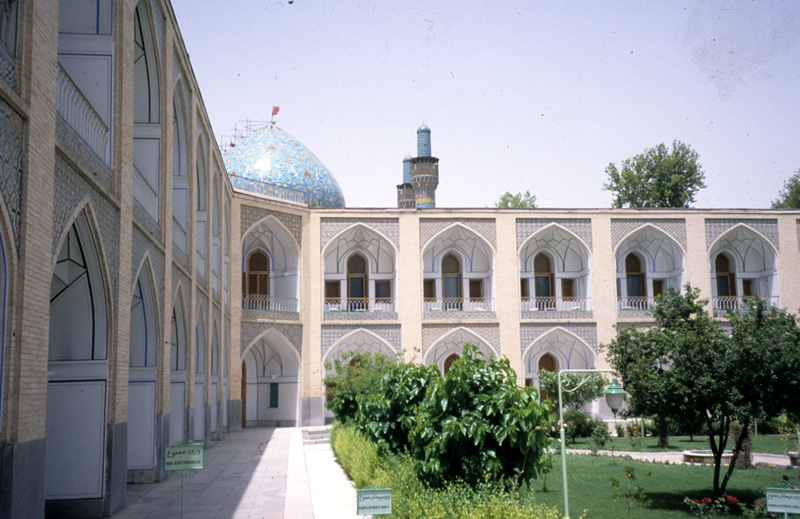
کاروان‌سرای مادر شاه، هتل عباسی اصفهان
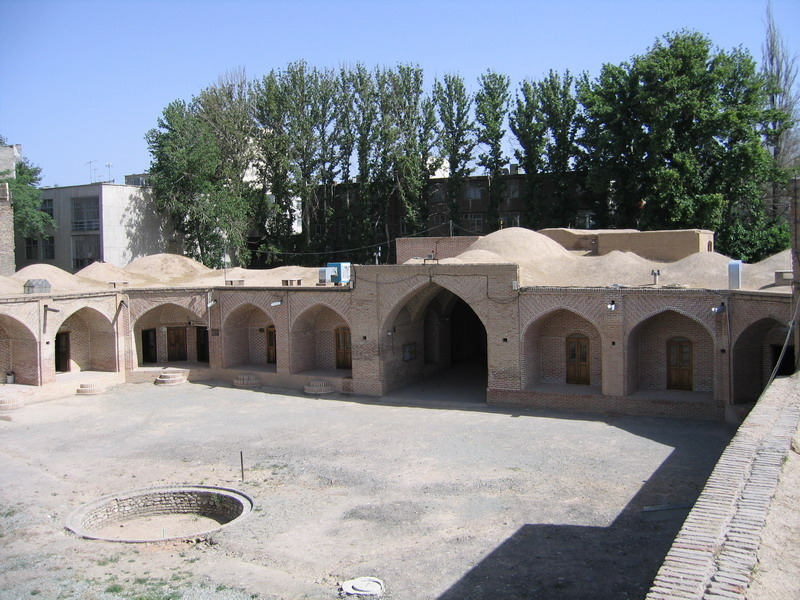
کاروانسرای شاه‌عباسی کرج
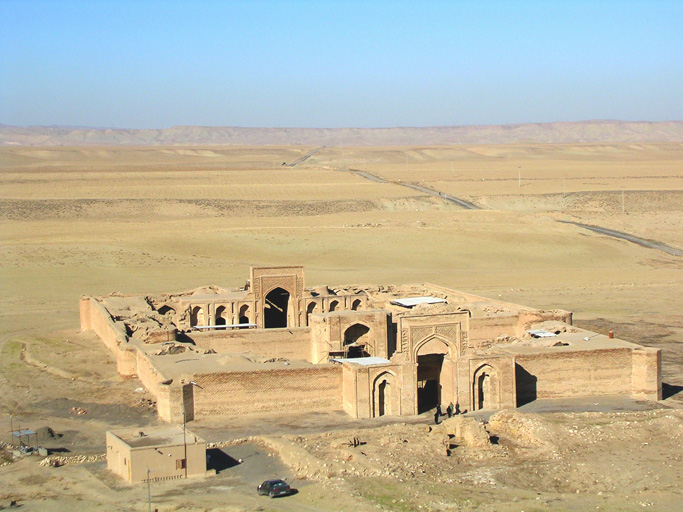
کاروانسرای "رباط شرف"
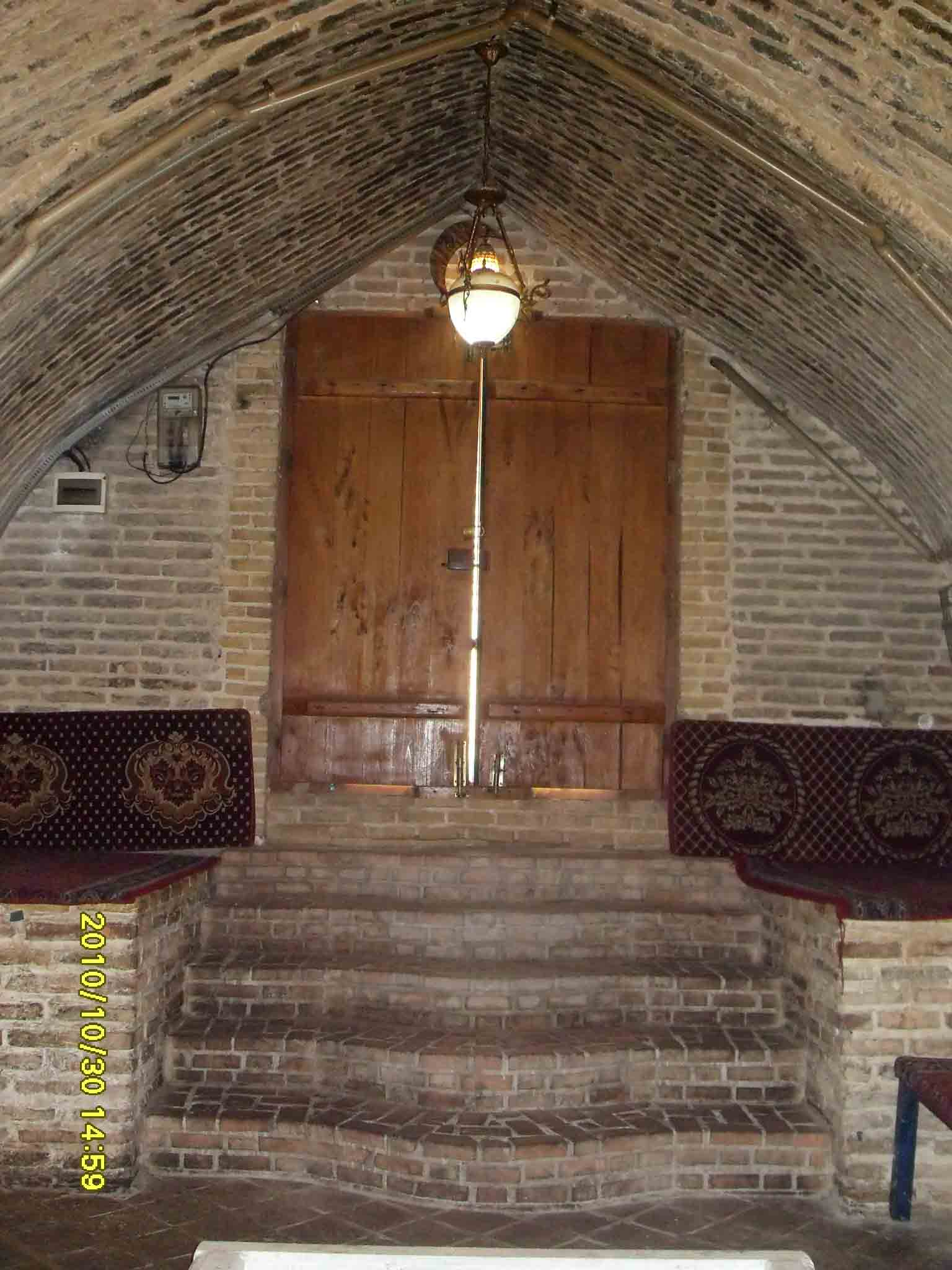
در ورودی کاروانسرا سنگی زنجان پس از بازسازی
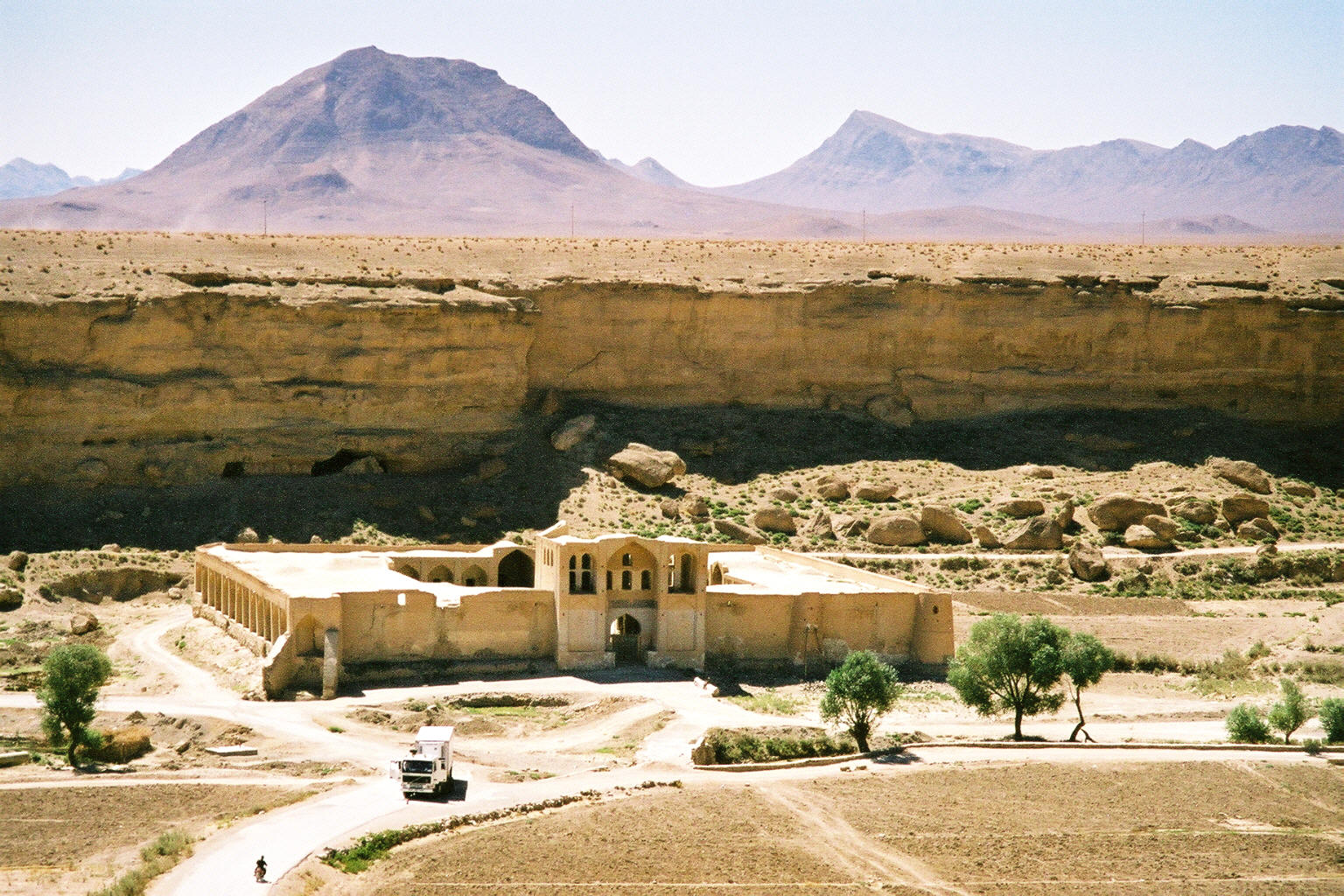
کاروانسرای ایزدخواست
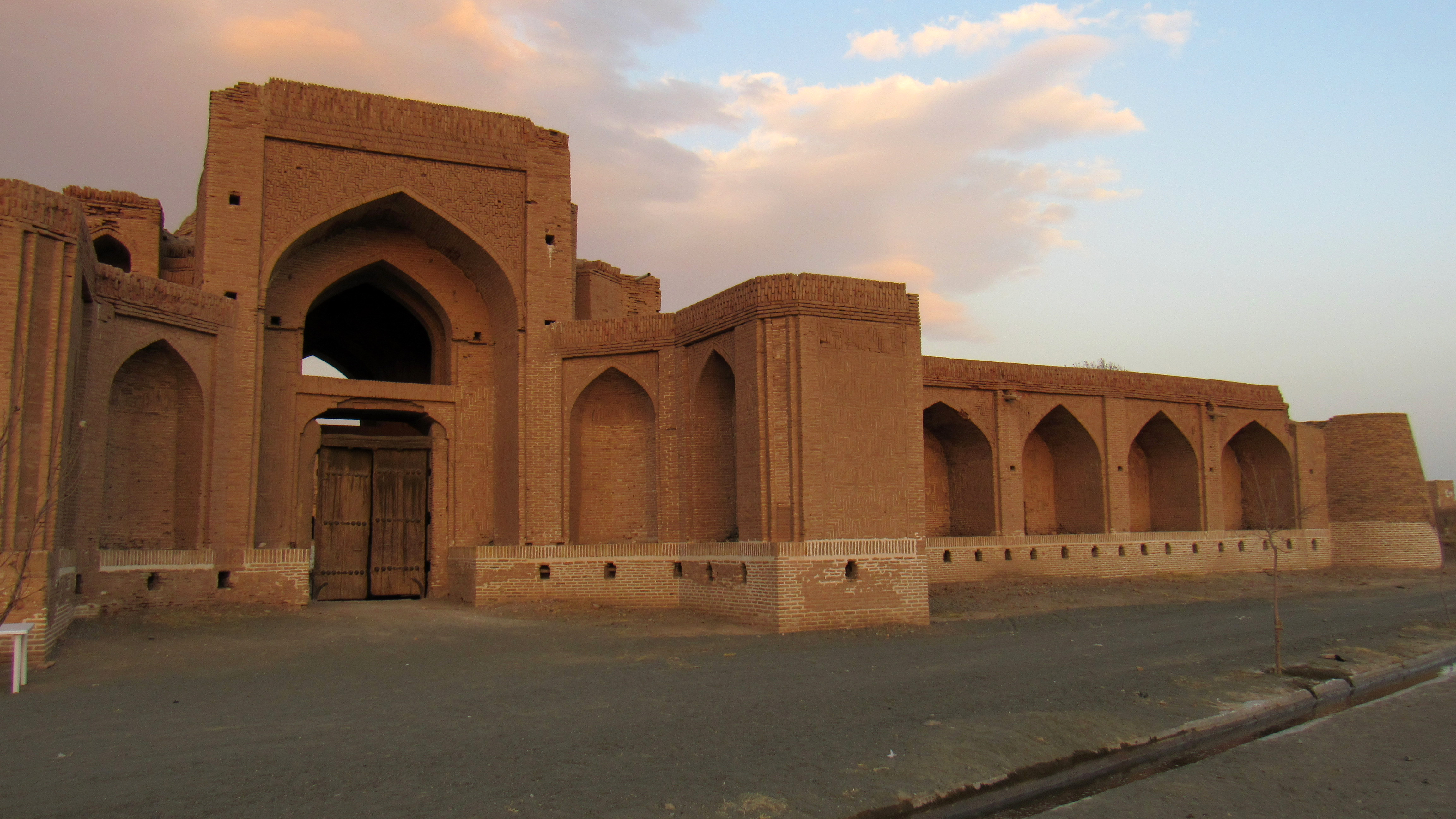
کاروانسرای زعفرانیه
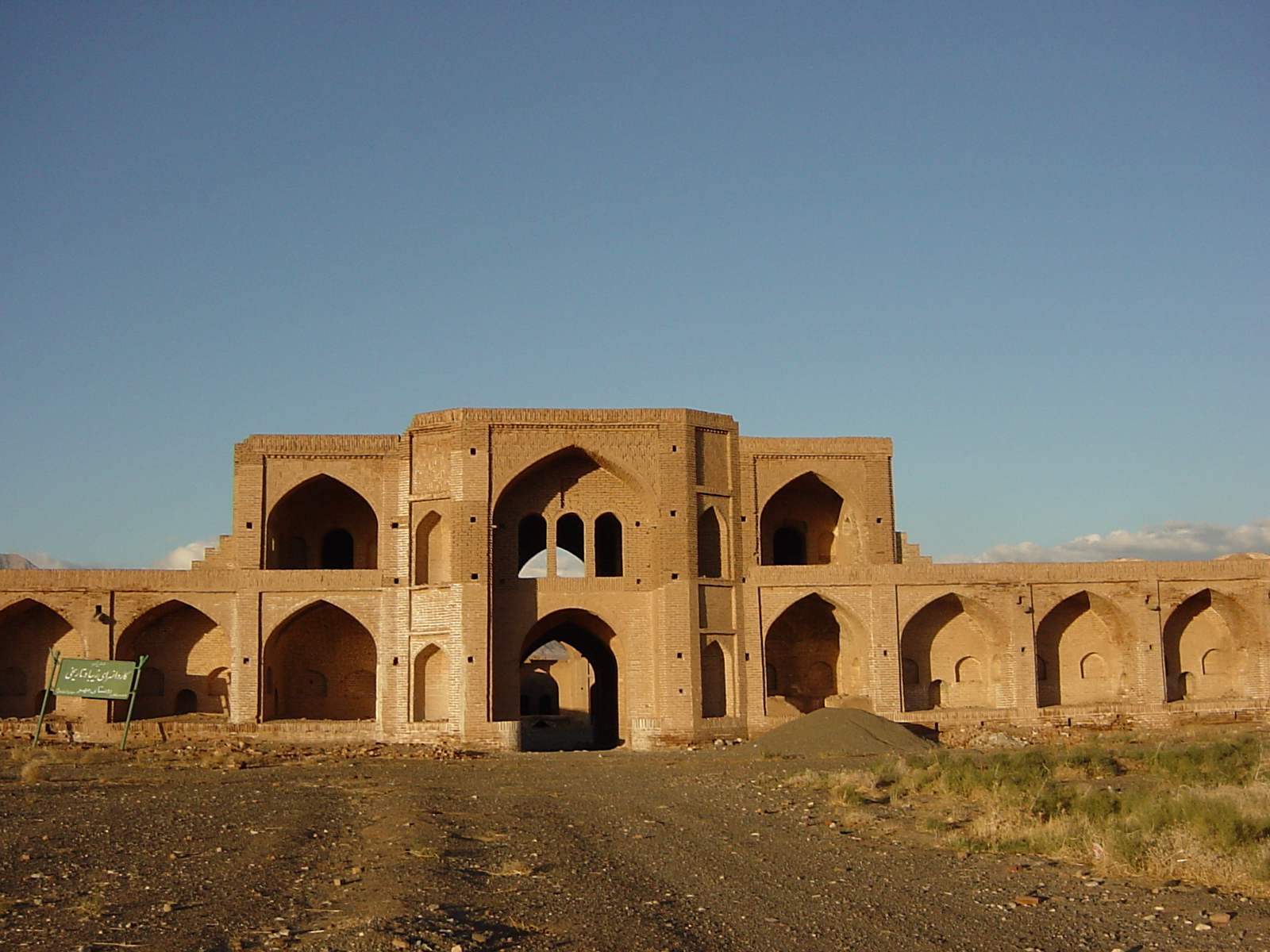
کاروانسرای مهر
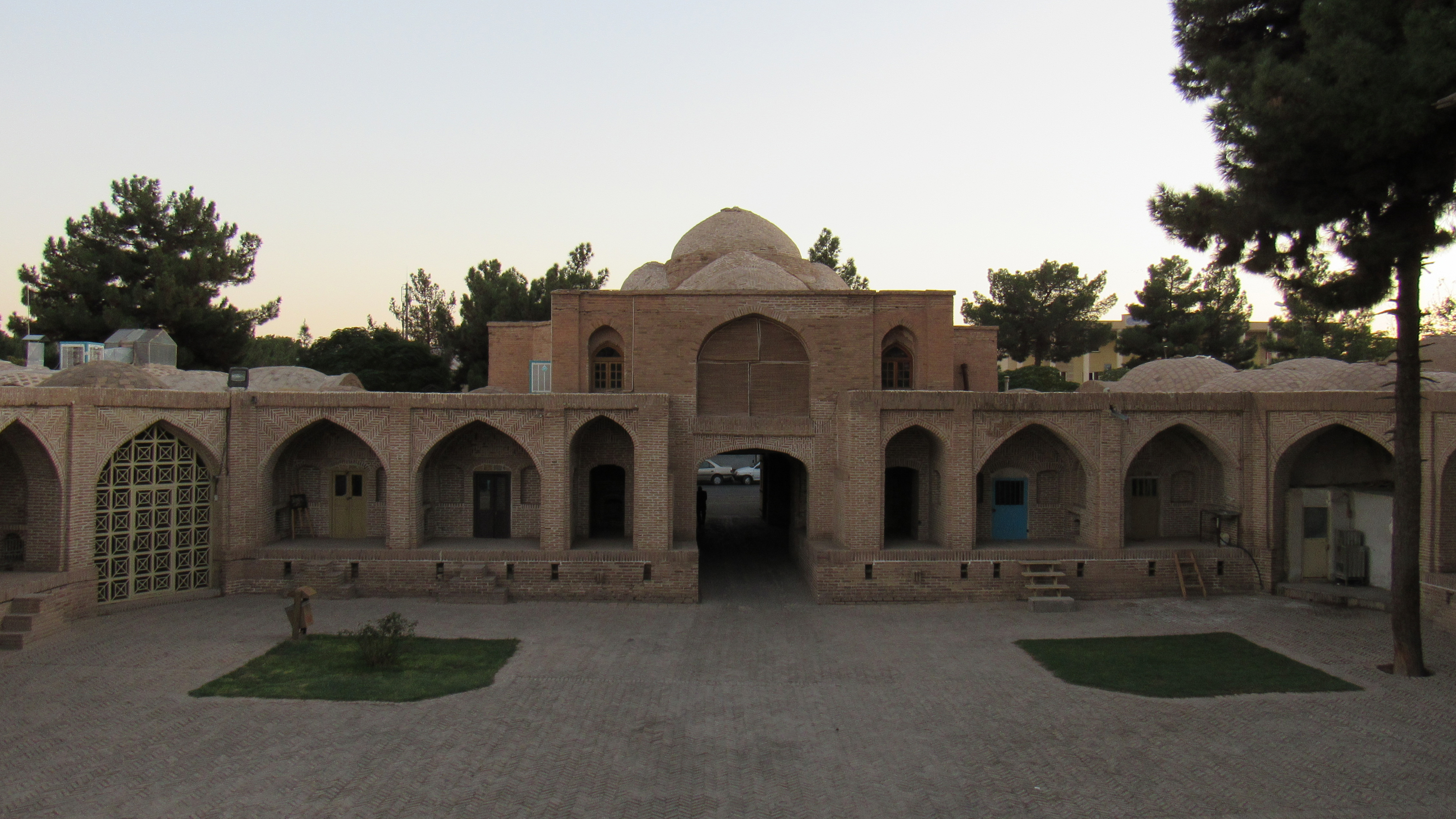
کاروانسرای فرامرزخان
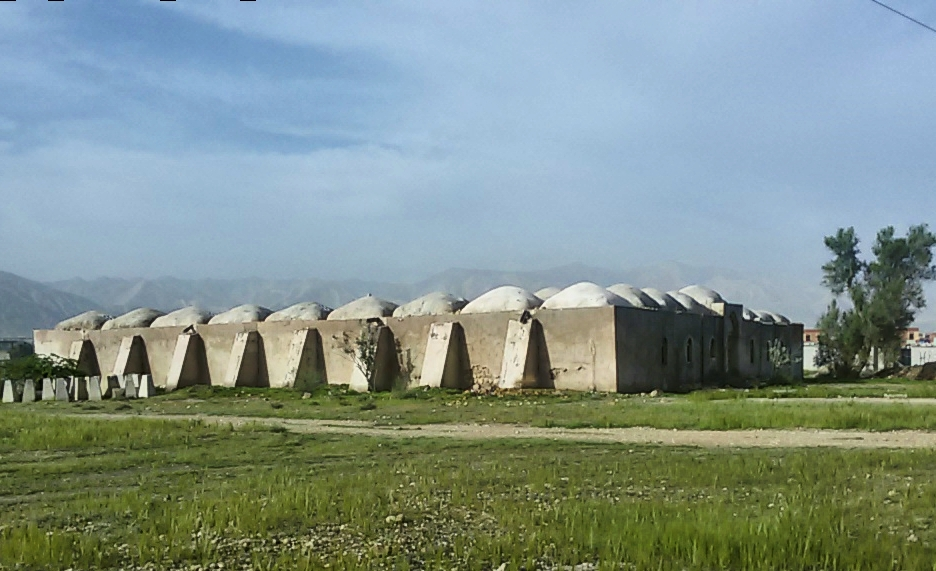
کاروانسرای بستک
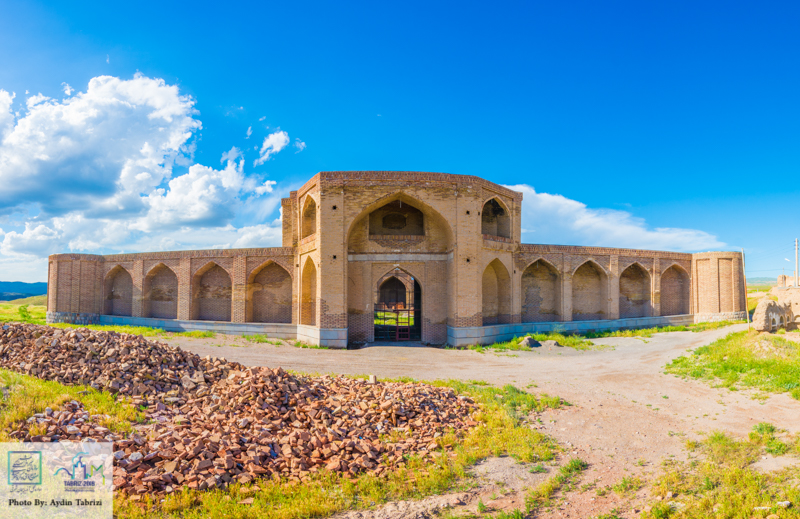
کاروانسرای جمال‌آباد
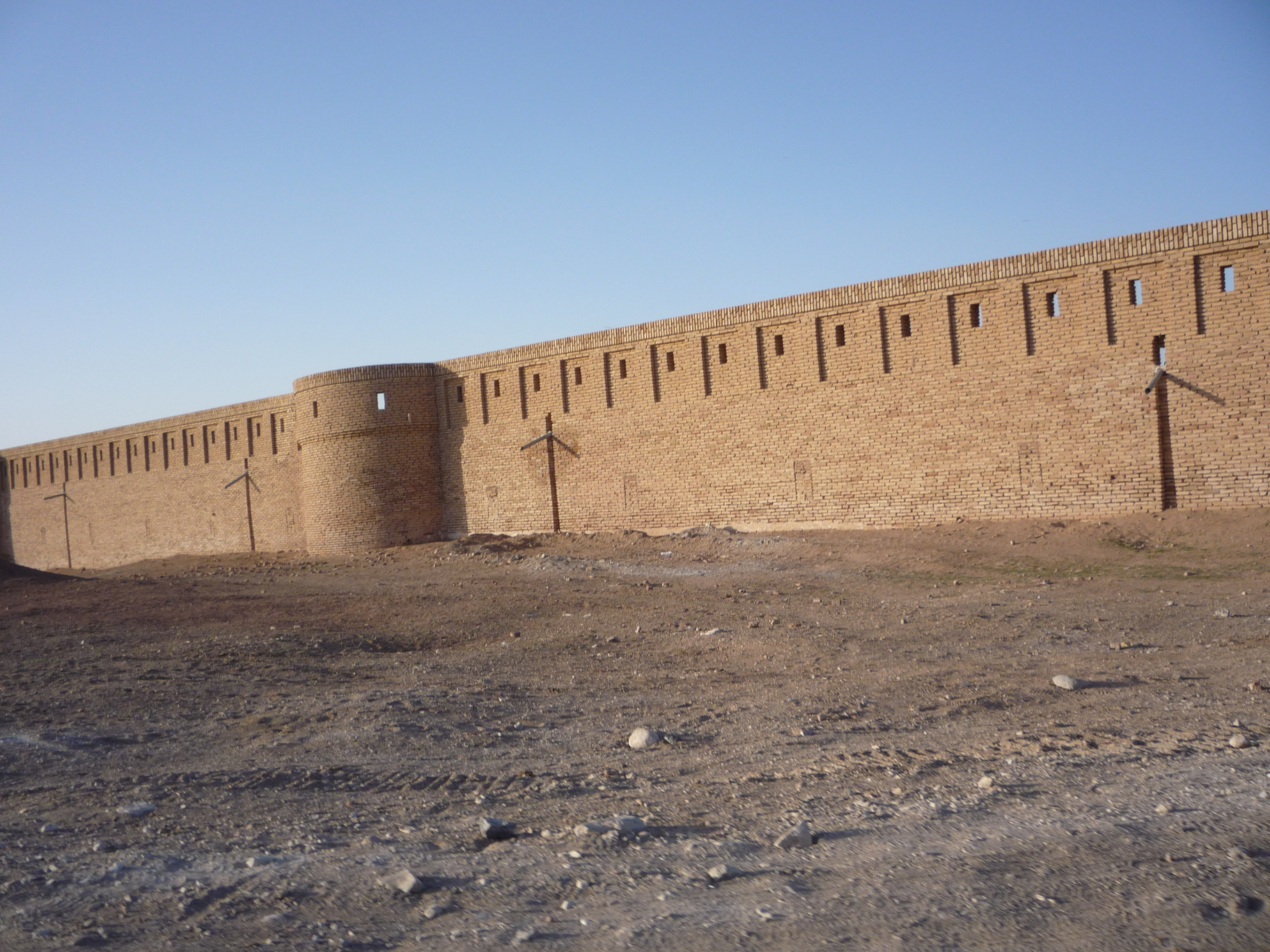
کاروانسرای مرنجاب
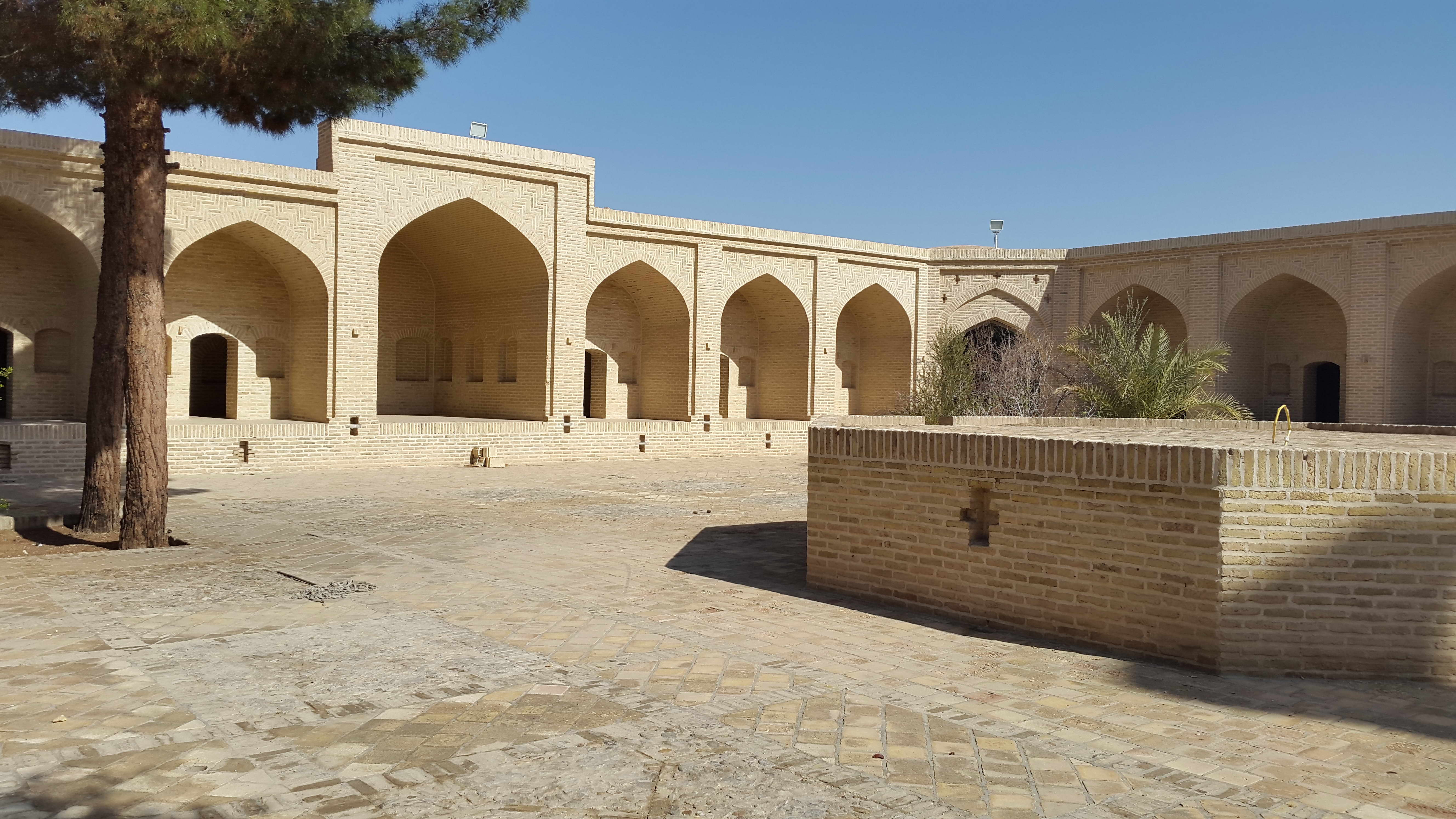
کاروانسرای رشتی
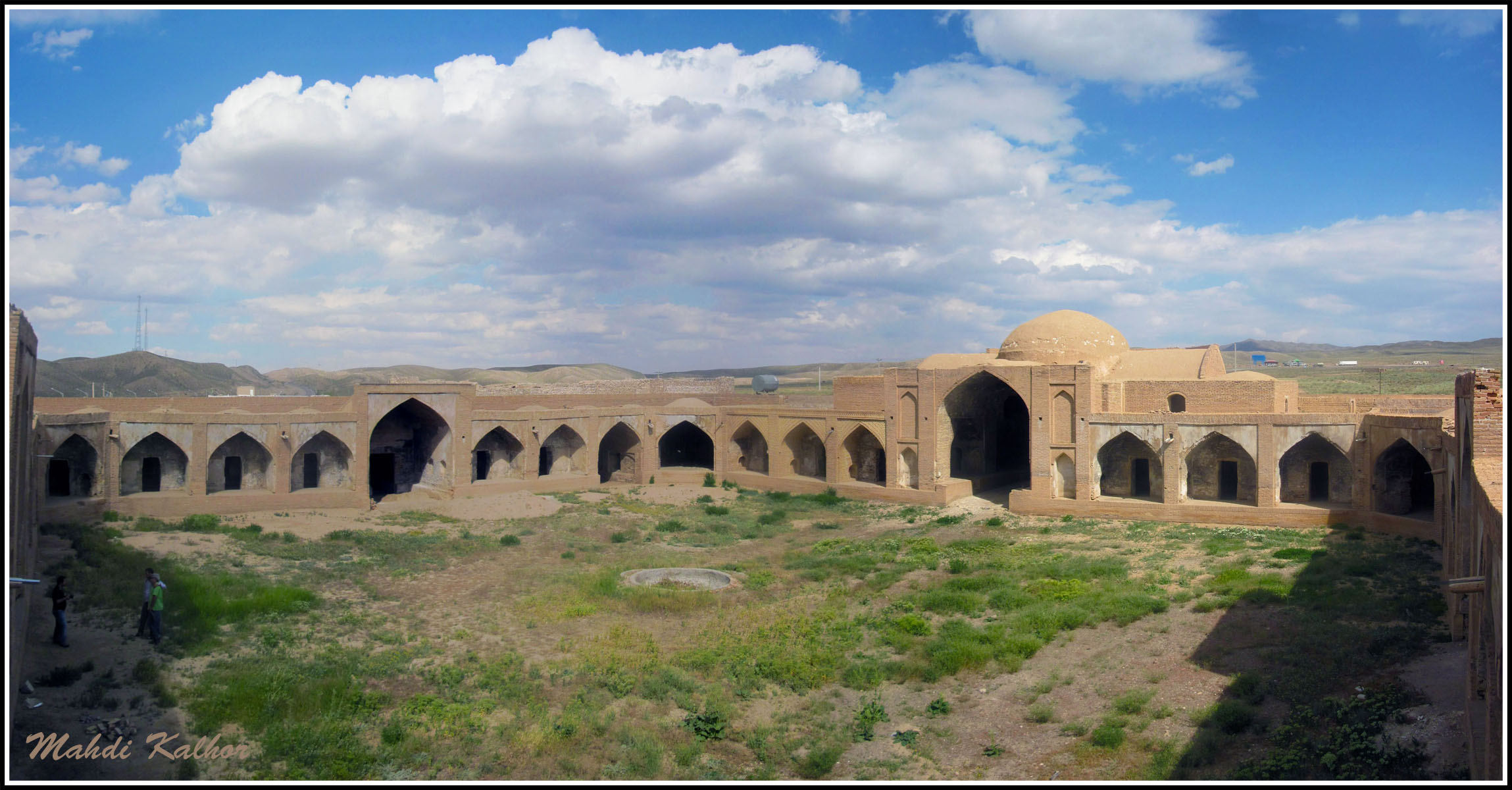
کاروانسرای شاه‌عباسی (آهوان)